# Stremin, Sokal
Stremin (în ucraineană Стремінь) este un sat în comuna Reklîneț din raionul Sokal, regiunea Liov, Ucraina.

## Demografie
Componența lingvistică a localității Stremin
     Ucraineană (99,8%)
     Alte limbi (0,2%)
Conform recensământului din 2001, majoritatea populației localității Stremin era vorbitoare de ucraineană (99,8%), existând în minoritate și vorbitori de alte limbi.